# سوزاندن (پزشکی)
سوزاندن (به انگلیسی: cauterization) در پزشکی به عمل سوزاندن بخشی از بدن از طریق نابود کردن برخی بافت‌ها به منظور برداشتن یک بخش یا بستن زخم گفته می‌شود.
درمانگران سنتی برای درمان علایمی هم‌چون تب، اسهال، تشنج و دیگر بیماری‌ها از سوزاندن به روش داغ کردن استفاده می‌کردند.
جهت بریدن بافت و سوزاندن رگ‌های خونی از دستگاهی به نام الکتروکوتر (به انگلیسی: Electrocauter) استفاده می‌شود.

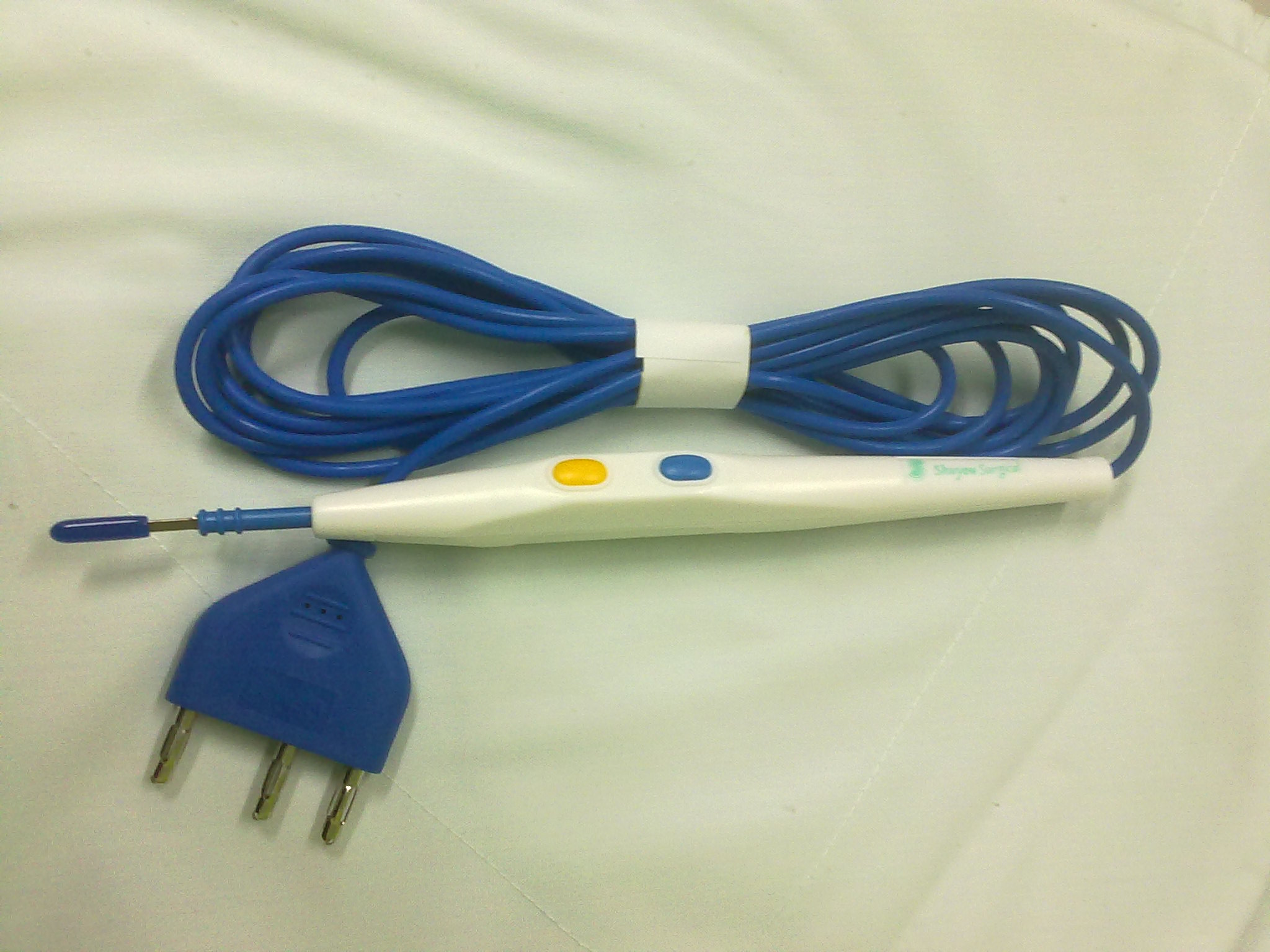
الکتروکوتر

## الکتروکوتر
الکتروکوتر در حقیقت یک ژنراتور بسامد رادیویی است. دو الکترود به ژنراتور بسامد رادیویی (RF) متصل می‌شود که یکی از آنها فعال است و سطح مقطعی بسیار کوچکتر نسبت به الکترود دیگر دارد.
الکترود فعال، معمولاً به شکل یک ابزار یا پروب ساخته می‌شود و توسط جراح به کار می‌رود که به آن قلم کوتر گفته می‌شود. الکترود غیرفعال، سطح بسیار بزرگتری دارد. قبلاً این الکترود که به «صفحه بیمار» موسوم بود، از یک سطح فلزی تشکیل می‌شد که زیر ران یا باسن بیمار قرار می‌گیرد. در حال حاضر بسیاری از بیمارستانها از پد الکترود یک بار مصرف به نام پلیت استفاده می‌کنند که توسط چسب به ران بیمار، متصل می‌شود.

### اساس عملکرد
مستقل از نوع الکترود غیرفعال، اساس عملکرد الکتروکوتر، یکسان است. جریان گذرنده از داخل صفحه بیمار، همان جریان گذرنده از داخل الکترود فعال است. اما چون سطح مقطع الکترود فعال، سطح مقطع بسیار کوچکتری نسبت به الکترود غیرفعال دارد، چگالی جریان بسیار بزرگتر خواهد بود. در نتیجه اختلاف چگالی بین دو الکترود باعث ایجاد گرما و در نتیجه تخریب بافت زیر الکترود فعال می‌شود، اما بافت زیر الکترود غیرفعال تنها اندکی گرم می‌شود. در بعضی از موارد دو الکترود فعال داریم که هر دو به صورت هندپیس‌های (Hand Piece) جداگانه در دست پزشک قرار می‌گیرد. به این صورت چگالی جریان هردو الکترود زیاد است و گرمای ایجاد شده بافت زیر هردو الکترود را تخریب می‌کند.

### ایمنی الکتروکوتر
الکتروکوتر، یک تولیدکننده امواج الکترومغناطیسی با توان بالا است که در صورت استفاده نادرست، تهدیدی برای سلامت کاربران و بیماران است. متداول‌ترین صدمه به بیماران، سوختگی در نقاط نامناسب بدن است. اصلی‌ترین دلیل آن هم خراب بودن یا استفاده نادرست از الکترود یا پد بیمار است. در صورتی که این الکترود یا پد، درست متصل نشود یا بر روی برجستگی‌های استخوانی قرار گیرد به موجب کاهش امپدانس محل اتصال، چگالی جریان افزایش می‌یابد. هرگونه ناهمواری در سطح اتصال می‌تواند سوختگی ایجاد کند. استفاده از ژل در محل اتصال الکترود به بدن نیز جهت ایمنی بیشتر، توصیه می‌شود.
خطر دیگر زمانی پیش می‌آید که یک نقطه روی بدن بیمار با یک مقاومت کمتر، زمین شود. در نتیجه جریان اصلی به زمین نابجا هدایت می‌شود. اگر چگالی جریان از طریق نقطه‌ای که به اشتباه زمین شده‌است، به اندازه کافی بالا باشد، سوختگی رخ می‌دهد.
وجود حفره‌های میکروسکوپی روی دستکش جراح، ریختن هر نوع مایع داخل ماشین، استفاده‌های نابجا از سیستم (استفاده از سطح رویی دستگاه به عنوان میز) و… صدمات جبران ناپذیری به همراه خواهد داشت.